# 大川清
大川 清（おおかわ きよし、1925年3月15日 - 2004年7月10日）は、日本の考古学者。陶芸家。国士舘大学名誉教授、日本窯業史研究所社長。歴史考古学、奈良・平安期古瓦、窯業史研究。

## 略歴
静岡県熱海市生まれ。1942年 (昭和17年)までこの地で育つ。この間、1941年に三島商業学校を戦時下繰り上げ卒業。大陸の国策会社に就職、北京、山西省大原で勤務。1944年7月帰国。1949年に早稲田大学付属早稲田専門学校政治経済科、1951年に早稲田大学第一文学部史学科を卒業。1954年に早稲田大学大学院文学研究科芸術学専攻修士課程を修了。大陸時代から就労の一方で、史蹟・歴史研究を並行して進めており、大学進学以降は考古学専攻。
1965年東邦大学助教授、1967年国士舘大学助教授、1977年教授となり、1995年定年退職。
1984年に「古代造瓦組織の研究」により、早稲田大学から文学博士の学位を授与される。

## 著書
古代窯業史研究『日本の古代瓦窯』　雄山閣出版